# Zygmunt Warchał

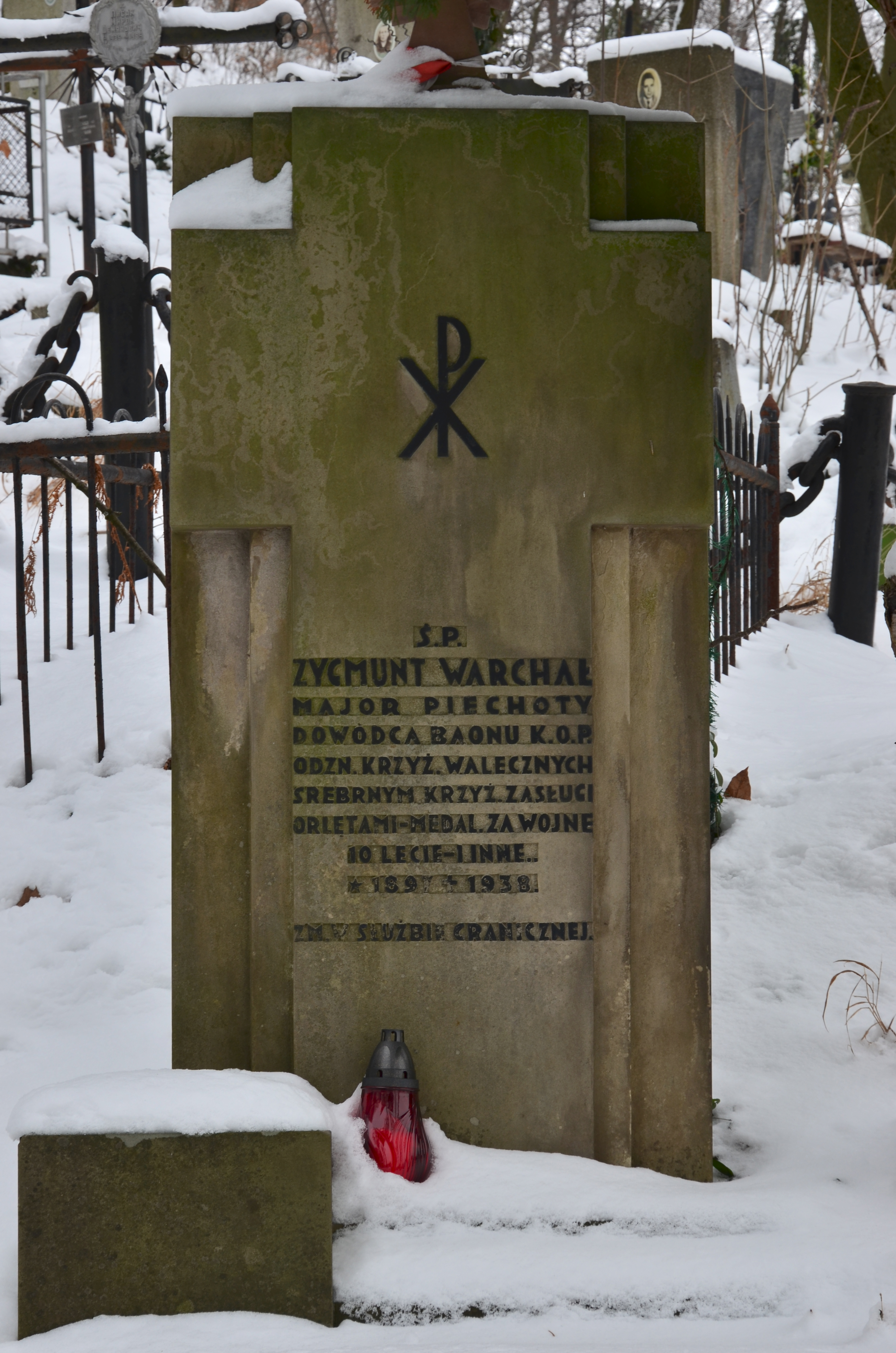
Grób mjr. Zygmunta Warchała

Zygmunt Warchał (ur. 3 stycznia 1897, zm. 3 marca 1938 w Czortkowie) – major piechoty Wojska Polskiego.

## Życiorys
W czasie I wojny światowej walczył w szeregach cesarsko-królewskiej Obrony Krajowej. Jego oddziałem macierzystym był 32 Pułk Piechoty Obrony Krajowej z Nowego Sącza. Na stopień podporucznika rezerwy został mianowany ze starszeństwem z 1 listopada 1917. W 1918 był członkiem organizacji „Wolność”.
Pełnił służbę w 2 Pułku Strzelców Podhalańskich w Sanoku. 3 maja 1922 został zweryfikowany w stopniu porucznika ze starszeństwem z 1 czerwca 1919 i 917. lokatą w korpusie oficerów piechoty. Później został przeniesiony do 38 Pułk Piechoty w Przemyślu. 1 grudnia 1924 został mianowany kapitanem ze starszeństwem z 15 sierpnia 1924 i 405. lokatą w korpusie oficerów piechoty. Z dniem 26 lutego 1925 został przeniesiony do Korpusu Ochrony Pogranicza i przydzielony do 14 Baonu Granicznego w Borszczowie na stanowisko dowódcy 2 kompanii granicznej. W 1928 pełnił służbę w Batalionie KOP „Kopyczyńce” na stanowisku kwatermistrza. Po zakończeniu służby w KOP został przeniesiony do 11 Pułku Piechoty w Tarnowskich Górach, a w marcu 1931 do 40 Pułk Piechoty we Lwowie. 22 grudnia 1933 otrzymał pochwałę ministra spraw wojskowych za zdobycie tytułu mistrzowskiej kompanii 5 Dywizji Piechoty w przeprowadzonych tego roku międzyoddziałowych zawodach strzeleckich piechoty z rocznikiem 1911. 27 czerwca 1935 został mianowany majorem ze starszeństwem z 1 stycznia 1935 i 24. lokatą w korpusie oficerów piechoty. Po awansie został wyznaczony na stanowisko dowódcy batalionu w macierzystym 40 pp. Później został ponownie przeniesiony do KOP i 6 grudnia 1937 wyznaczony na stanowisko dowódcy Batalionu KOP „Czortków”.
Zmarł 3 marca 1938 w Czortkowie. Cztery dni później został pochowany na Cmentarzu Łyczakowskim we Lwowie.

## Ordery i odznaczenia
- Krzyż Walecznych[18][19]
- Srebrny Krzyż Zasługi (2 września 1929)[20][19]
- Medal Pamiątkowy za Wojnę 1918–1921
- Medal Dziesięciolecia Odzyskanej Niepodległości
- Odznaka pamiątkowa „Orlęta”[21]